# Чемпионат мира по мотогонкам Гран-при в классе Moto2
Чемпионат мира по мотогонкам Гран-при в классе Moto2 (англ. Grand Prix Moto2™ World Championship) также класс Moto2 или просто Moto2. Соревнования на мотоциклах по шоссейно-кольцевым мотогонкам санкционированные международной мотоциклетной федерацией и организованные промоутерской компанией Dorna Sports. Соревнования проводятся в рамках гонок поддержки чемпионата мира в классе MotoGP. Классификация гонок Moto2 была введена в сезоне 2010 года на замену класса 250cc, который существовал с первого сезона чемпионата мира 1949 года.
Действующим чемпионом является японский мотогонщик Ай Огура из команды MT Helmets – MSI, в зачёте команд победу одержала команда MT Helmets – MSI, в чемпионате производителей победу одержал немецкий производитель мотоциклов Kalex.

## История

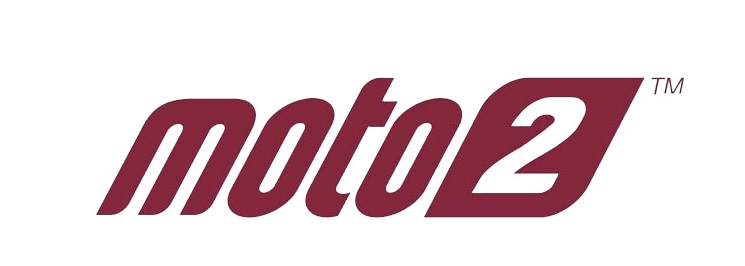
Center|Логотип Moto2 до 2024 года

[[Файл:Moto2 Logo.jpg|thumb|слева|250px|

## Система начисления очков
Чемпионом мира по итогу сезона становится мотогонщик набравший за сезон наибольшее количество очков в чемпионате мира. Система начисления очков происходит по обычной для кольцевых мотогонок системе, первым лучшим пятнадцати мотогонщицам в гонке. Все результаты, заработанные пилотом, так же идут в зачёт команде. Лучший результат пилота той марки мотоцикла на котором мотогонщик участвует, засчитывается в зачет производителя.
| Система начисления очков в Гран-при | Система начисления очков в Гран-при | Система начисления очков в Гран-при | Система начисления очков в Гран-при | Система начисления очков в Гран-при | Система начисления очков в Гран-при | Система начисления очков в Гран-при | Система начисления очков в Гран-при | Система начисления очков в Гран-при | Система начисления очков в Гран-при | Система начисления очков в Гран-при | Система начисления очков в Гран-при | Система начисления очков в Гран-при | Система начисления очков в Гран-при | Система начисления очков в Гран-при | Система начисления очков в Гран-при |
| Место                               | 1                                   | 2                                   | 3                                   | 4                                   | 5                                   | 6                                   | 7                                   | 8                                   | 9                                   | 10                                  | 11                                  | 12                                  | 13                                  | 14                                  | 15                                  |
| ----------------------------------- | ----------------------------------- | ----------------------------------- | ----------------------------------- | ----------------------------------- | ----------------------------------- | ----------------------------------- | ----------------------------------- | ----------------------------------- | ----------------------------------- | ----------------------------------- | ----------------------------------- | ----------------------------------- | ----------------------------------- | ----------------------------------- | ----------------------------------- |
| Очки                                | 25                                  | 20                                  | 16                                  | 13                                  | 11                                  | 10                                  | 9                                   | 8                                   | 7                                   | 6                                   | 5                                   | 4                                   | 3                                   | 2                                   | 1                                   |

## Чемпионы и призёры

### Результаты за последние пять лет

#### Личный зачёт
| Сезон      | Чемпионы | Чемпионы          | Поул | Победы | Подиум | Л.К. | Очки  | Гонки    | 2 место         | Очки  | 3 место          | Очки |
| ---------- | -------- | ----------------- | ---- | ------ | ------ | ---- | ----- | -------- | --------------- | ----- | ---------------- | ---- |
| 2020       |          | Энеа Бастианини   | 0    | 3      | 7      | 2    | 205   | 15 из 15 | Лука Марини     | 196   | Сэм Лоус         | 196  |
| 2021       |          | Реми Гарднер      | 3    | 5      | 12     | 3    | 311   | 18 из 18 | Рауль Фернандес | 307   | Марко Беццекки   | 214  |
| 2022       |          | Аугусто Фернандес | 2    | 4      | 9      | 6    | 271.5 | 20 из 20 | Ай Огура        | 242   | Арон Канет       | 200  |
| 2023       |          | Педро Акоста      | 3    | 7      | 14     | 8    | 332.5 | 20 из 20 | Тони Арболино   | 249.5 | Фермин Альдегер  | 212  |
| 2024       |          | Ай Огура          | 2    | 3      | 8      | 1    | 274   | 19 из 20 | Арон Канет      | 234   | Мануэль Гонсалес | 195  |
| Источники: |          |                   |      |        |        |      |       |          |                 |       |                  |      |

#### Командный зачёт
| №          | Сезон | Чемпионы         | Очки  | 2 место             | Очки | 3 место                  | Очки  |
| ---------- | ----- | ---------------- | ----- | ------------------- | ---- | ------------------------ | ----- |
| 1          | 2020  | Sky Racing VR46  | 380   | EG 0,0 Marc VDS     | 267  | Red Bull KTM Ajo         | 251   |
| 2          | 2021  | Red Bull KTM Ajo | 618   | Elf Marc VDS Racing | 364  | Sky Racing VR46          | 303   |
| 3          | 2022  | Red Bull KTM Ajo | 448.5 | IDEMITSU Honda Asia | 370  | Flexbox HP40             | 287   |
| 4          | 2023  | Red Bull KTM Ajo | 417.5 | CAG SpeedUp Racing  | 362  | Elf Marc VDS Racing      | 353.5 |
| 5          | 2024  | MT Helmets – MSI | 465   | Sync SpeedUp        | 361  | OnlyFans American Racing | 290   |
| Источники: |       |                  |       |                     |      |                          |       |

#### Зачёт конструкторов
| №          | Сезон | Чемпионы | Очки  | 2 место    | Очки  | 3 место   | Очки |
| ---------- | ----- | -------- | ----- | ---------- | ----- | --------- | ---- |
| 1          | 2020  | Kalex    | 375   | Speed Up   | 118   | MV Agusta | 32   |
| 2          | 2021  | Kalex    | 450   | Boscoscuro | 199   | MV Agusta | 19   |
| 3          | 2022  | Kalex    | 477.5 | Boscoscuro | 200.5 | MV Agusta | 5    |
| 4          | 2023  | Kalex    | 462.5 | Boscoscuro | 286   | Forward   | 4    |
| 5          | 2024  | Kalex    | 437   | Boscoscuro | 389   | Forward   | 16   |
| Источники: |       |          |       |            |       |           |      |

### Комментарии
1. ↑  31 основной, 8 по уайлд-кард и 10 резервных.